# Tour Championship
Tour Championship är en professionell rankingturnering i snooker som spelades första gången år 2019. De tolv bästa på världsrankingens årslista är kvalificerade att delta. 

## Vinnare
| År   | Vinnare           | Motståndare       | Resultat | Säsong  |
| ---- | ----------------- | ----------------- | -------- | ------- |
| 2019 | Ronnie O'Sullivan | Neil Robertson    | 13 – 11  | 2018/19 |
| 2020 | Stephen Maguire   | Mark Allen        | 10 – 6   | 2019/20 |
| 2021 | Neil Robertson    | Ronnie O'Sullivan | 10 – 4   | 2020/21 |
| 2022 | Neil Robertson    | John Higgins      | 10 – 9   | 2021/22 |
| 2023 | Shaun Murphy      | Kyren Wilson      | 10 – 7   | 2022/23 |
| 2024 | Mark Williams     | Ronnie O'Sullivan | 10 – 5   | 2023/24 |